# طاهر شریف الوزانی
طاهر شریف الوزانی (عربی: سي الطاهر شريف الوزاني؛ زادهٔ ۱۰ ژوئیهٔ ۱۹۶۷) بازیکن سابق و مربی فوتبال اهل الجزایر است.
از باشگاه‌هایی که در آن بازی کرده‌است می‌توان به باشگاه فوتبال الرجا و باشگاه فوتبال مولودیه وهران اشاره کرد.
وی همچنین در تیم ملی فوتبال الجزایر بازی کرده‌است.